# Гетеротопомеризація
Гетеротопомеризація (рос. гетеротопомеризация, англ. hetero-topomerization) — топомеризація, що супроводжується обміном положеннями гетеротопних атомiв, тобто таких, які займають структурно нееквівалентні положення (напр., автоізомеризація в буль-валені).